# Atlético Grau
Der Club Atlético Grau ist ein peruanischer Fußballverein aus der Stadt Piura. Der Verein gewann 2019 den erstmals ausgetragenen nationalen Pokal.

## Geschichte
Atlético Grau wurde im Juni 1919 auf Initiative von Guillermo Herrera unter dem Namen Club Miguel Grau gegründet. Das Gründungstreffen fand im Haus von Juan Seminario Vinces in Piura, nahe dem Geburtshaus des Nationalhelden Miguel Grau, statt. Atlético Grau war Mitbegründer der Liga Provincial de Fútbol de Piura 1922 und nahm seitdem an offiziellen Turnieren teil. In den 1930er Jahren war Atlético Grau als Los Académicos bekannt und gewann Titel in den Jahren 1928 und 1934. In den 1950er Jahren erlebte der Verein eine schwierige Phase und stieg in die Segunda División ab, kehrte jedoch 1959 in die erste Liga zurück.
1966 nahm Atlético Grau am ersten Torneo Descentralizado teil und schlug in seinem Debütspiel Alianza Lima. Nach dem Abstieg 1970 kehrte der Klub 1972 durch den Gewinn der Copa Perú in die erste Liga zurück, stieg jedoch 1975 wieder ab.
Zwischen 1986 und 1991 spielte der Verein in regionalen Turnieren, konnte sich jedoch nicht für die Copa Peru qualifizieren. Nach mehreren verpassten Gelegenheiten kehrte Atlético Grau 2017 in die Segunda División zurück.
2019 feierte der Verein sein 100-jähriges Bestehen und erzielte in der Copa Bicentenario bemerkenswerte Erfolge, darunter den Einzug ins Finale. Dort gewann der Verein aus dem Norden Perus gegen Sport Huancayo nach Elfmeterschießen und sicherte sich somit den erstmalig ausgetragenen Pokal. Mit dem Gewinn qualifizierte sich das Team für die Copa Sudamericana 2020, in der Grau in der ersten Runde gegen den uruguayischen Vertreter River Plate Montevideo ausschied. Nach einer Saison in Liga 2 kehrte der Verein 2022 mit dem direkten Wiederaufstieg in die erste Liga zurück.

## Erfolge
- Apertura-Meister: 1969
- Segunda División: 2021
- Meister der Copa Perú: 1972
- Peruanischer Pokalsieger: 2019
- Peruanischer Supercup-Sieger: 2020

## Stadion
Atlético Grau trägt seine Heimspiele im Estadio Miguel Grau, das eine Kapazität von 25.000 Plätzen hat, in Piura aus. Das 1958 erbaute Stadion wird derzeit renoviert. Für die Zeit der Renovierung wird das Estadio Campeones del 36 in Sullana von Rivale Alianza Atlético als Ausweichstätte genutzt.

## Rivalität
Größte Rivalen für Atlético Grau sind die aus derselben Region kommenden Vereine Atlético Torino und Alianza Atlético. Alle drei Klubs vertreten Provinzen innerhalb der Region Piura. Atlético Grau liegt in der Provinz Piura, Alianza Atlético in der Provinz Sullana und Torino in der Provinz Talara.